# Luis Enrique Hurtado
Luis Enrique Hurtado Badani (Montero, 27 de marzo de 1993) es un futbolista boliviano que juega como centrocampista y su equipo actual es Guabirá de la Primera División de Bolivia.

## Selección nacional

### Selección absoluta
Fue convocado por el entrenador Xavier Azkargorta para una serie de partidos amistososos. Hizo su debut el 15 de noviembre de 2012 contra Costa Rica, entrando como sustituto de su compañero Rudy Cardozo.

## Clubes
| Club                    | País    | Año           |
| ----------------------- | ------- | ------------- |
| Blooming                | Bolivia | 2012 - 2013   |
| Petrolero               | Bolivia | 2014 - 2016   |
| Blooming                | Bolivia | 2016          |
| Petrolero               | Bolivia | 2017          |
| Guabirá                 | Bolivia | 2018-2022     |
| Atlético Palmaflor      | Bolivia | 2023          |
| Independiente Petrolero | Bolivia | 2024          |
| Guabirá                 | Bolivia | 2024-presente |